# Liczba Strouhala
Liczba Strouhala – jedna z liczb podobieństwa stosowanych w mechanice płynów (hydrodynamice, aerodynamice i reologii). Liczba ta służy do ustalania podobieństwa przepływów niestacjonarnych o charakterze pulsacyjnym: dwa pulsacyjne przepływy niestacjonarne są podobne, jeśli charakteryzują się takimi samymi liczbami Reynoldsa i Strouhala.

## Definicja
Zgodnie ze standardem ISO 31-12:1992 (Quantities and Units: Characteristic Numbers) liczbę Strouhala definiuje się wzorem:
{\displaystyle {\mbox{Sr}}={\frac {lf}{u}},}
gdzie:
{\displaystyle l} – długość charakterystyczna zagadnienia,
{\displaystyle f} – częstotliwość charakterystyczna dla danego zagadnienia,
{\displaystyle u} – prędkość charakterystyczna płynu.
Częstotliwość charakterystyczna {\displaystyle f} to pewna częstotliwość określająca zmienność ruchu płynu w czasie. Np. dla opływu ciała stałego wykonującego drgania (lub obroty), jako {\displaystyle f} przyjmuje się częstotliwość tych drgań (obrotów).
Znaczenia prędkości i długości charakterystycznej są takie same, jak dla liczby Reynoldsa.

### Inne definicje
W literaturze naukowej (np. Landau, Lifszic 1994) spotyka się też inną, nierównoważną definicją liczby Strouhala:
{\displaystyle {\mbox{S}}={\frac {u\tau }{l}},}
gdzie {\displaystyle u} i {\displaystyle l} mają takie samo znaczenie, jak powyżej, a
{\displaystyle \tau =1/f,}
to czas charakterystyczny dla danego zagadnienia.
Liczby {\displaystyle {\mbox{Sr}}} i {\displaystyle {\mbox{S}}} wiąże zależność
{\displaystyle {\mbox{S}}={\frac {1}{\mbox{Sr}}}.}

## Zastosowanie i znaczenie liczby Strouhala
Wartość liczby Strouhala stosuje się jako kryterium charakteryzujące przepływy niestacjonarne o charakterze pulsacyjnym: dwa przepływy są podobne, jeśli charakteryzują się takimi samymi liczbami Reynoldsa i Strouhala.
Do zagadnień, w których wykorzystuje się liczbę Strouhala, należą m.in. opływ drgającej struny, teoria śmigła oraz opis wirów w ruchu turbulentnym (por. ścieżka von Karmana).

## Pochodzenie nazwy
Termin liczba Strouhala pochodzi od nazwiska czeskiego fizyka Vincenca Strouhala (1850–1922).